# Saison 2021 de l'équipe cycliste féminine Jumbo-Visma
La saison 2021 de l'équipe féminine Jumbo-Visma est la première de la formation. 
Marianne Vos est la principale recrue. Elle rapporte la plupart des résultats de l'équipe. Elle est deuxième du Trofeo Alfredo Binda-Comune di Cittiglio. Elle remporte ensuite au sprint Gand-Wevelgem puis l'Amstel Gold Race, deux épreuves qui ne faisaient pas encore partie de son palmarès. Elle est troisième de la course by Le Tour de France. Elle gagne deux étapes du Tour d'Italie, puis quatrième du Simac Ladies Tour. Aux championnats du monde, elle est devancée au sprint par Elisa Balsamo. C'est la sixième fois de sa carrière qu'elle prend la médaille d'argent. La semaine suivante, elle se classe deuxième du premier Paris-Roubaix derrière Lizzie Deignan. Anna Henderson se montre active tout au long de la saison. Elle gagne les deux étapes et le classement général du Kreiz Breizh. Elle est également championne de Grande-Bretagne du contre-la-montre. Marianne Vos est troisième du classement mondial et quatrième du World Tour. Jumbo-Visma est respectivement neuvième et huitième des classements par équipes correspondants.

## Préparation de la saison

### Partenaires et matériel de l'équipe

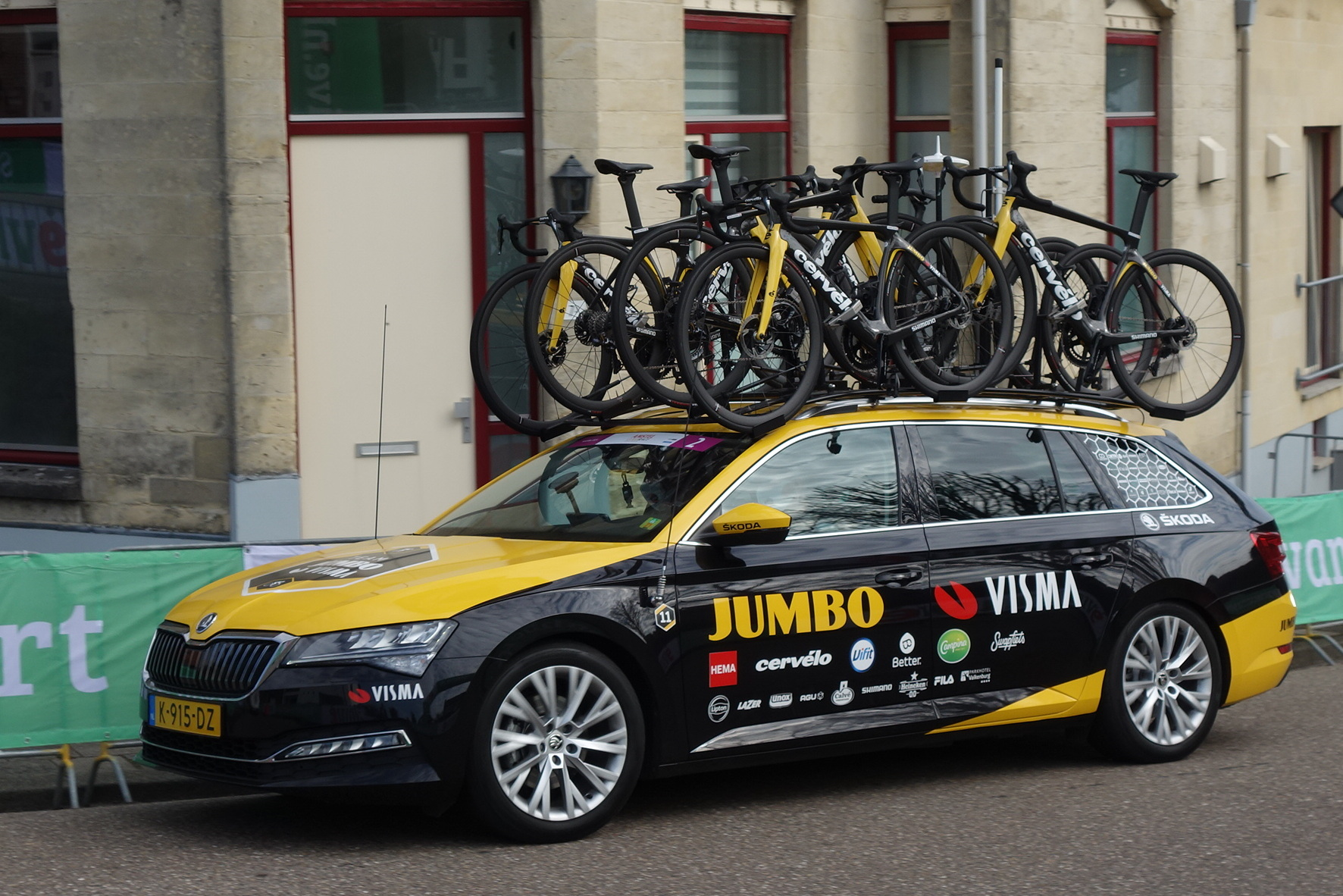
Voiture de l'équipe

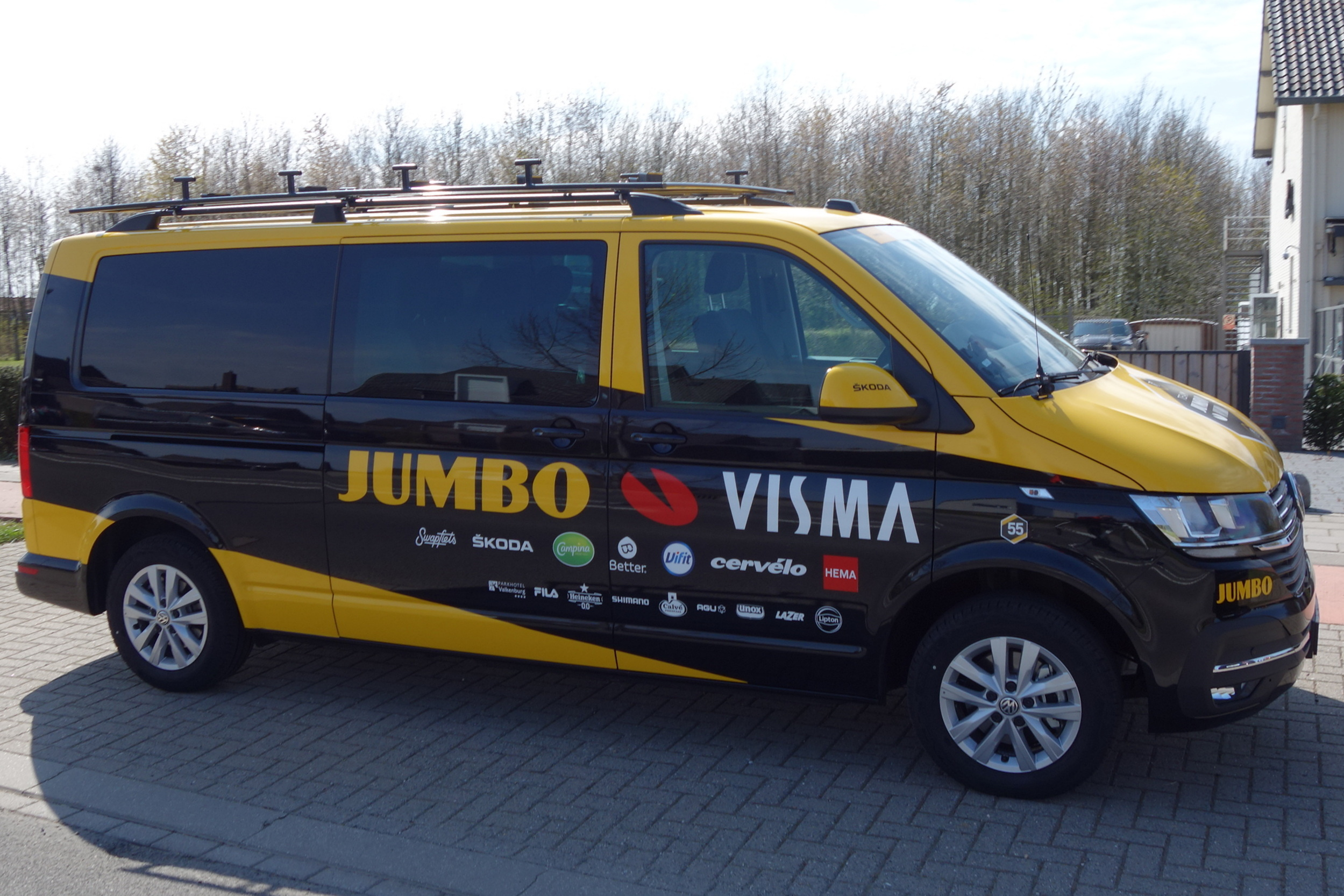
Bus de l'équipe

L'équipe utilise des cycles Cervélo.

### Effectifs
| Effectif 2021                              | Effectif 2021     | Effectif 2021 | Effectif 2021                    |
| Cycliste                                   | Date de naissance | Pays          | Équipe précédente                |
| ------------------------------------------ | ----------------- | ------------- | -------------------------------- |
| Teuntje Beekhuis                           | 18 août 1995      | Pays-Bas      | Lotto Soudal Ladies (2020)       |
| Anna Henderson                             | 14 novembre 1998  | Royaume-Uni   | Sunweb (2020)                    |
| Romy Kasper                                | 5 mai 1988        | Allemagne     | Parkhotel Valkenburg (2020)      |
| Anouska Koster                             | 20 août 1993      | Pays-Bas      | Parkhotel Valkenburg (2020)      |
| Riejanne Markus                            | 1 septembre 1994  | Pays-Bas      | CCC-Liv (2020)                   |
| Pernille Mathiesen                         | 5 octobre 1997    | Danemark      | Sunweb (2020)                    |
| Aafke Soet                                 | 23 novembre 1997  | Pays-Bas      | Ceratizit-WNT Pro Cycling (2020) |
| Karlijn Swinkels                           | 28 octobre 1998   | Pays-Bas      | Parkhotel Valkenburg (2020)      |
| Marianne Vos                               | 13 mai 1987       | Pays-Bas      | CCC-Liv (2020)                   |
| Julie Van de Velde                         | 2 juin 1993       | Belgique      | Lotto Soudal Ladies (2020)       |
| Jip van den Bos                            | 12 avril 1996     | Pays-Bas      | Boels Dolmans (2020)             |
| Nancy van der Burg                         | 18 mai 1992       | Pays-Bas      | Parkhotel Valkenburg (2020)      |
|                                            |                   |               |                                  |
| Sources : Cycling Archives ProCyclingStats |                   |               |                                  |

### Encadrement
Esra Tromp est directrice sportive de l'équipe. Le représentant auprès de l'UCI est Richard Plugge.

## Déroulement de la saison

### Mars

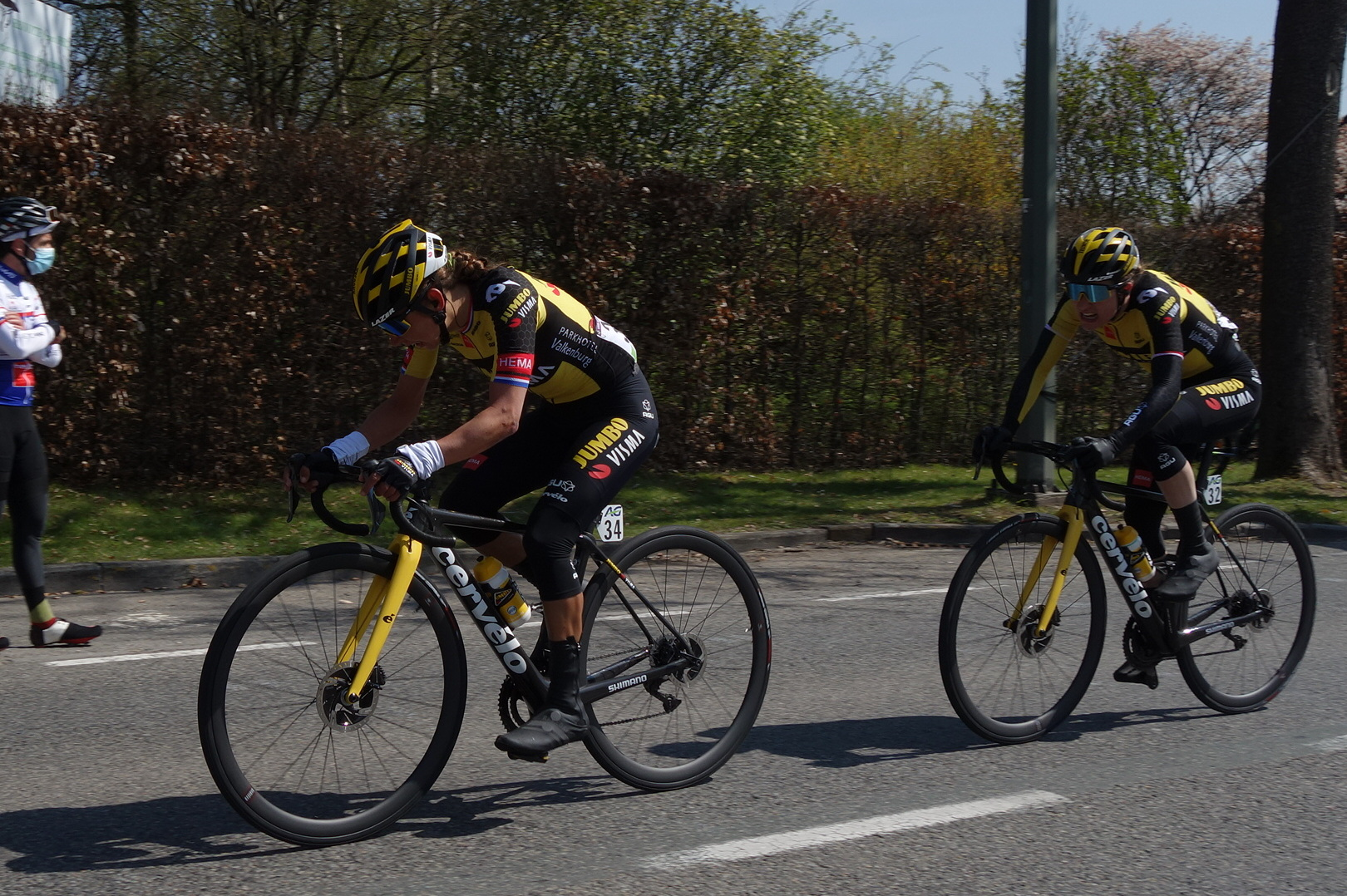
Dans la côte des Forges sur Liège-Bastogne-Liège

Aux Strade Bianche, à trente-six kilomètres de l'arrivée un groupe de huit coureuses dont Jelena Eric se forme. Le groupe se morcelle dans le sixième secteur, Eric est dans la seconde partie. Derrière, Marianne Vos et Lotte Kopecky sortent du peloton et opèrent la jonction. Peu après, le reste des favorites reviennent sur l'avant. Dans le dernier secteur, Le Tolfe, Annemiek van Vleuten attaque dans la partie la plus raide. Seule Marianne Vos parvient à suivre. Elles comptent quelques secondes d'avance, la première effectuant le gros des relais, mais la formation SD Worx mène la chasse et les reprend. Marianne Vos est finalement septième de la course.
À l'Healthy Ageing Tour, Karlijn Swinkels et Anna Henderson sont troisième et quatrième de la première étape au sprint. 
Au Trofeo Alfredo Binda-Comune di Cittiglio, dans la côte d'Orino, à vingt-cinq kilomètres de l'arrivée, Elisa Longo Borghini attaque seule. Derrière, Marianne Vos règle le groupe de poursuite.
À Gand-Wevelgem, l'ascension du Kemmel donne lieu à une accélération d'Elisa Longo Borghini et Katarzyna Niewiadoma . Elles sont talonnées par Marianne Vos, Lotte Kopecky, Ellen van Dijk, Amy Pieters et Marta Cavalli. Immédiatement après le sommet, Marianne Vos provoque la jonction avec le duo d'échappée. Le groupe de poursuite revient également sur ces sept athlètes et un peloton d'une vingtaine d'unités se reforme. Anna Henderson sort seule et se fait reprendre au bout de quelques kilomètres. Au sprint, Marianne Vos le lance vent dans le dos et n'est pas dépassée.

### Avril
Au Tour des Flandres, Marianne Vos ne parvient pas à suivre les meilleurs dans le vieux Quaremont. Elle se classe douzième,.

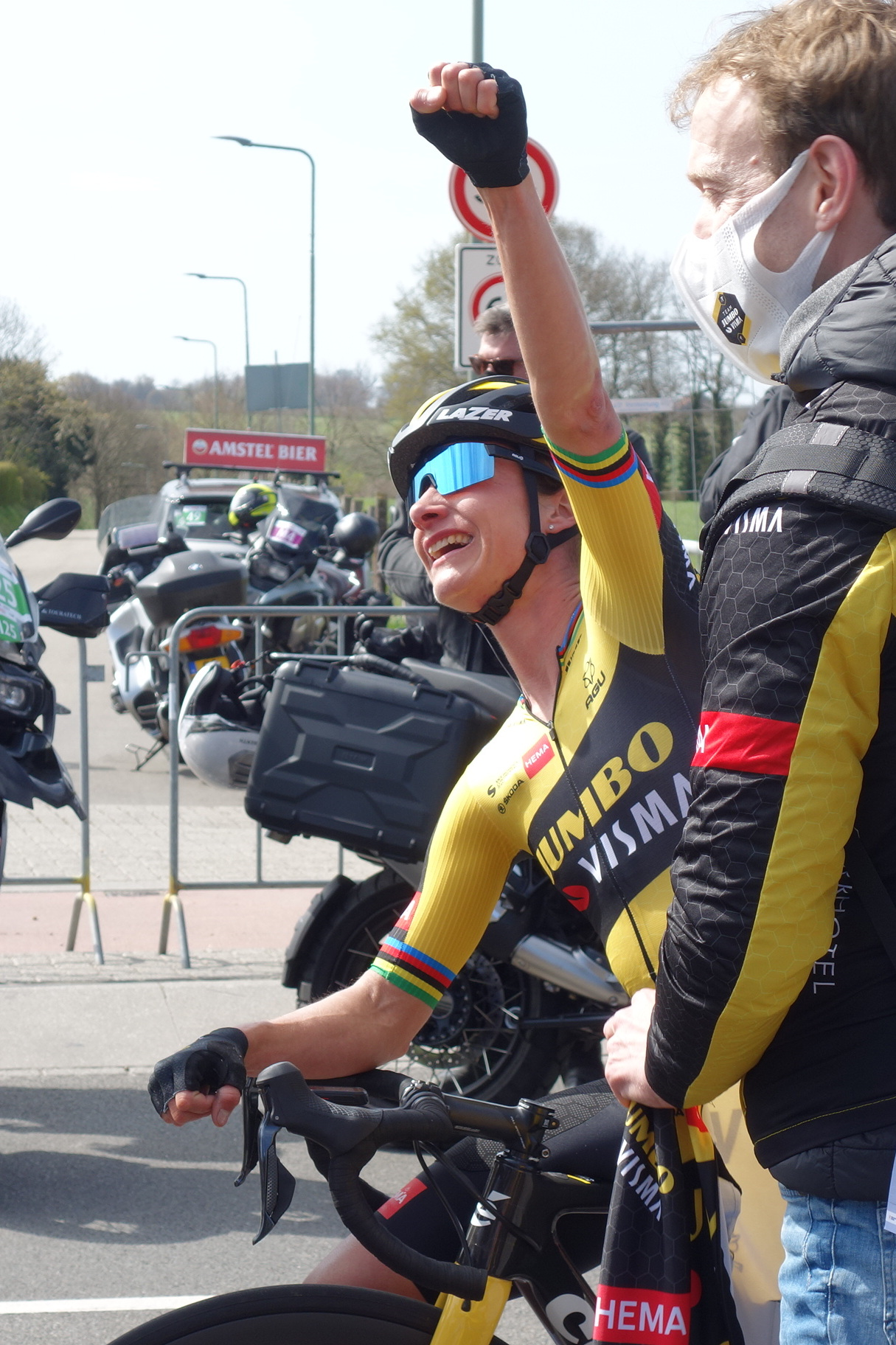
Marianne Vos a gagné Amstel Gold Race.

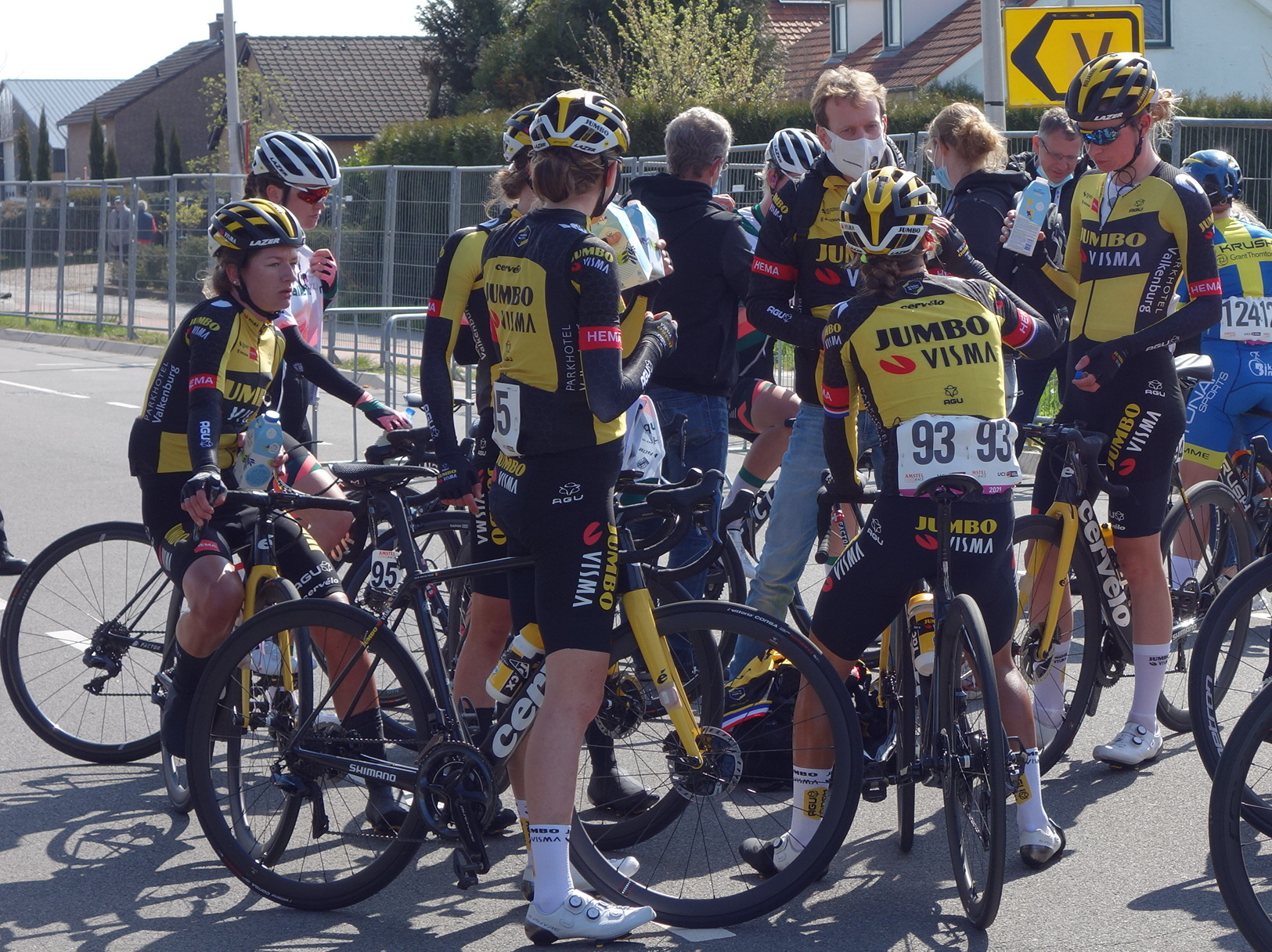
Équipe après l'Amstel Gold Race

À Amstel Gold Race, dans la dernière ascension du Cauberg, Marianne Vos est distancée par Katarzyna Niewiadoma et Elisa Longo Borghini. Le duo se regarde et le groupe de poursuite revient néanmoins. Au sprint, Marianne Vos s'impose facilement. À la Flèche wallonne, Anna Henderson fait partie d'un trio d'échappées lors du premier passage dans le mur de Huy. Elles sont toutefois reprises par le peloton lors de l'ascension de la côte d'Ereffe. Marianne Vos se classe onzième. À Liège-Bastogne-Liège, elle règle le groupe de poursuite derrière les cinq coureuses en tête.

### Juin
À La course by Le Tour de France, à deux tours de l'arrivée, Ruth Winder passe à l'offensive. Un groupe de dix athlètes dont Anna Henderson se forme. L'avance du groupe atteint la minute à dix-neuf kilomètres de l'arrivée. Dans l'ascension suivante, Cecilie Uttrup Ludwig attaque. Elle est accompagnée entre autres par Marianne Vos. La formation Jumbo-Visma mène ensuite la chasse. Le regroupement a lieu. Dans la dernière montée, Tiffany Cromwell accélère. Katarzyna Niewiadoma enchaîne. Elle est suivie par Uttrup Ludwig, Brown et Van der Breggen. Paladin, Vos, Vollering et Lippert reviennent à deux kilomètres de l'arrivée. La victoire se joue au sprint. Marianne Vos lance le sprint, mais Demi Vollering la remonte et s'impose. Vos est troisième.

### Juillet
Au Tour d'Italie, Jumbo-Visma est sixième du contre-la-montre par équipes inaugural. Sur la troisième étape, dans la descente de la côte de Morsasco, Brand et Lippert partent. Dans la côte d'Ovada, Marianne Vos, Mikayla Harvey et Elise Chabbey opèrent la jonction. Leur avance va alors croissante et atteint quatre minutes. Elles se départagent au sprint, le vent de face ne favorisant pas une échappée, et Marianne Vos se montre la plus rapide. Elle est troisième des sprint des cinquième et sixième étapes.  Sur la septième étape, la première échappée est constituée de : Matilde Vitillo et Riejanne Markus. L'écart atteint une minute trente, mais elles sont reprises avant la fin du premier tour. Peu avant la flamme rouge, c'est au tour de Tiffany Cromwell d'attaquer nettement. Cela oblige Elisa Longo Borghini à prendre personnellement en main sa poursuite. Elle est suivie par Marianne Vos. Elles rattrapent et dépassent Cromwell. Dans les derniers mètres, Marianne Vos passe Elisa Longo Borghini pour s'imposer. C'est sa trentième victoire sur le Tour d'Italie. Elle est non-partante de la neuvième étape pour préparer les Jeux olympiques alors qu'elle porte le maillot cyclamen.
Marianne Vos gagne le sprint du peloton sur la course en ligne des Jeux olympiques, soit la cinquième place. 
Au Baloise Ladies Tour, Anna Henderson est deuxième du prologue derrière Lisa Klein. Elle est cinquième le lendemain et quatrième de l'étape 2b. Jip van den Bos est de son côté cinquième de l'étape 2a et quatrième de la dernière étape. Henderson est finalement troisième du classement général. Elle gagne ensuite les deux étapes et donc le classement général de la Kreiz Breizh Elites Dames.

### Août

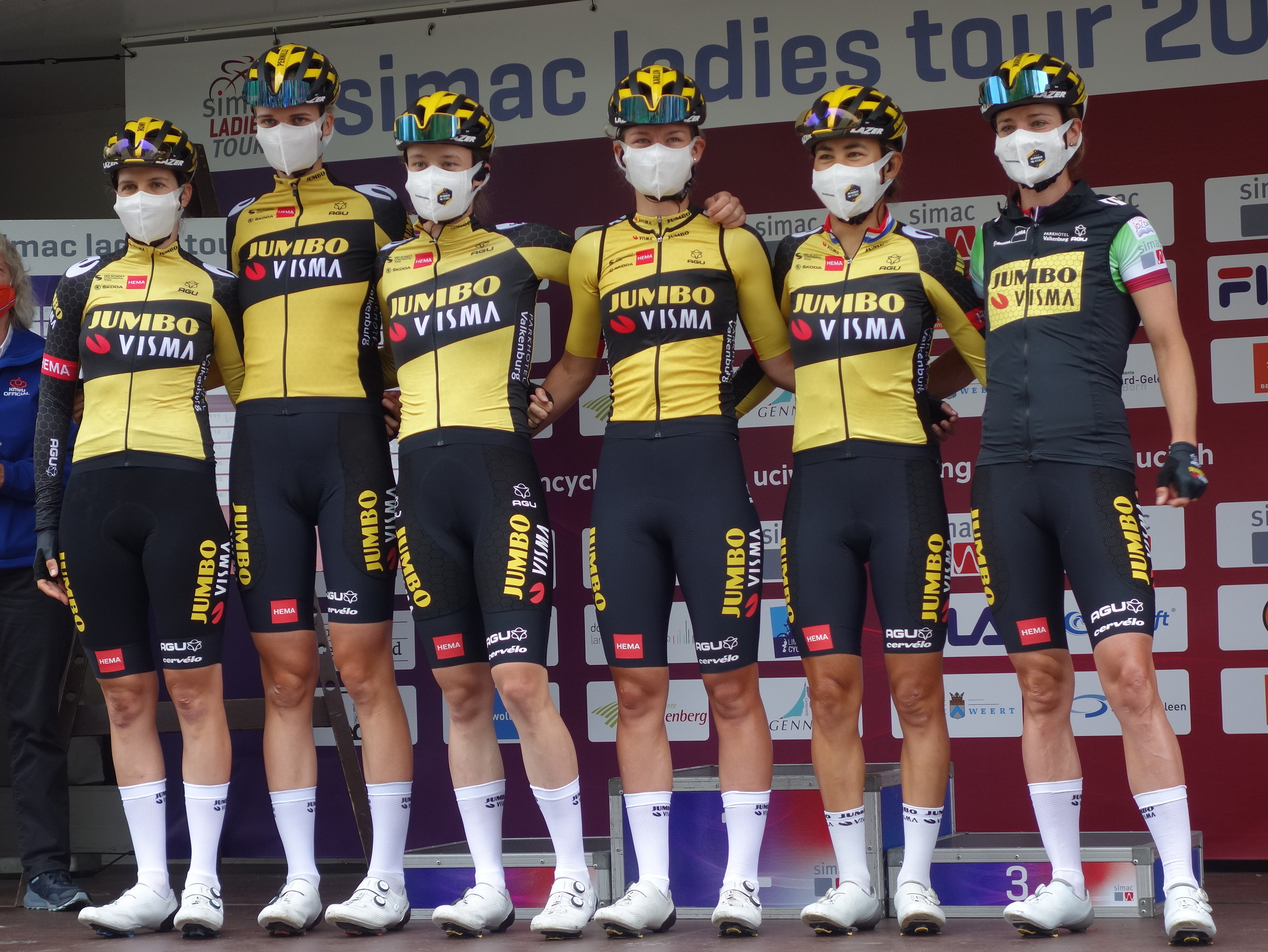
Équipe au Simac Ladies Tour

Sur la deuxième étape du Tour de Norvège, Audrey Cordon-Ragot et Aude Biannic partent en échappée ensemble. L'écart atteint une minute cinquante. L'équipe Jumbo-Visma mène la poursuite. Riejanne Markus attaque ensuite et opère la jonction sur la tête de course à quarante kilomètres de l'arrivée. L'avance est réduite à treize secondes à vingt-quatre kilomètres de l'arrivée. Riejanne Markus part alors seule. Elle passe la ligne avec deux secondes d'avance sur les sprinteuses. La tête du classement général est d'abord attribuée à Kristen Faulkner puis corrigée plusieurs heures plus tard pour aller à Riejanne Markus. Elle perd ce maillot le lendemain, dans l'étape arrivant au sommet. Elle est finalement septième de l'épreuve.
Au Simac Ladies Tour, Marianne Vos remporte le prologue. Sur la première étape, elle se classe troisième du sprint, soit quatrième de l'étape. Anouska Koster est dixième du contre-la-montre. Sur la quatrième étape,  Anouska Koster part loin de l'arrivée alors que la pluie se met à tomber. Son avance atteint deux minutes. À trente kilomètres de l'arrivée, Katarzyna Niewiadoma passe à l'offensive. Elle est suivie par Chantal Blaak et Marianne Vos. Sur l'impulsion, Anouska Koster est reprise. Marianne Vos lance le sprint et s'impose. Le lendemain, Marianne Vos s'impose au sprint. Elle est quatrième du classement général final et vainqueur du classement par points. Anouska Koster est la meilleure grimpeuse.
Au Grand Prix de Plouay, Anna Henderson et Riejanne Markus fait partie du groupe de cinq dont Anna van der Breggen à sortir à quatre-vingt kilomètres de l'arrivée. Il est rapidement repris. Dans les dix derniers kilomètres  Anna Henderson attaque avec Floortje Mackaij mais sans succès.

### Septembre

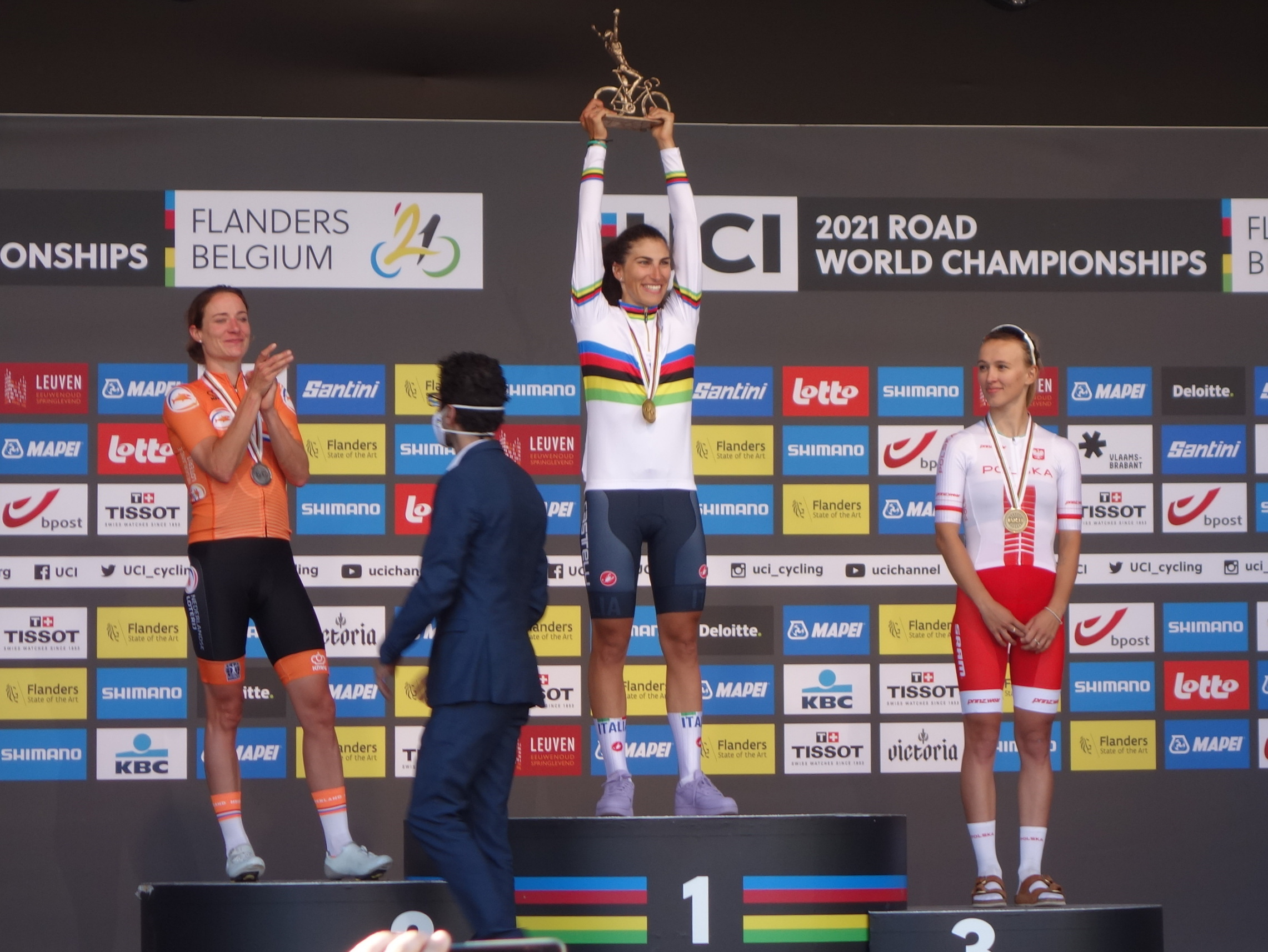
Marianne Vos deuxième du championnat du monde

Au Ceratizit Challenge by La Vuelta, Anna Henderson est deuxième du sprint de la première étape et sixième au total. Elle est ensuite troisième de la dernière étape.
Lors des championnats d'Europe du contre-la-montre, Riejanne Markus prend la cinquième place. Sur la course en ligne, à soixante-cinq kilomètres de l'arrivée, un groupe de quatre sort. Il s'agit de : Ellen van Dijk, Aude Biannic, Soraya Paladin et Romy Kasper. À quarante-huit kilomètres de la ligne, Marianne Vos perd pied dans la côte. Le tour suivant voit Romy Kasper être distancée dans la côte.
Lors des championnats du monde contre-la-montre, Riejanne Markus prend la neuvième place. Sur route, l'équipe des Pays-Bas se met au service de Marianne Vos et multiplie les attaques. L'épreuve se conclut au sprint. Dans le final, les trains des Pays-Bas et de l'Italie se font concurrence. L'Italienne Elisa Longo Borghini emmène pour le sprint final pour sa compatriote Elisa Balsamo qui arrive à maintenir sa place devant la Néerlandaise Marianne Vos. C'est la sixième fois de sa carrière qu'elle prend la médaille d'argent.

### Octobre
À Paris-Roubaix, avant le premier secteur pavé, Lizzie Deignan accélère afin de placer ses coéquipières. Elle crée immédiatement un écart et décide de poursuivre son effort. À la sortie du secteur de Mont-en-Pévèle, le groupe de poursuivante est composé de : Marianne Vos et cinq autres coureuses. Marianne Vos attaque dans le secteur de Camphin-en-Pévèle. Ellen van Dijk et Elisa Longo Borghini tente de la suivre, mais la première chute lourdement. Elle ne peut revenir sur Deignan et prend la deuxième place.
Anna Henderson remporte le championnat de Grande-Bretagne du contre-la-montre. Au Tour de Drenthe, l'équipe ne peut peser sur la course.

### Novembre-décembre
En cyclo-cross, Marianne Vos remporte les manches de Coupe du monde de Waterloo, Iowa City et Rucphen.

## Victoires

### Sur route
| Victoires | Victoires                                          | Victoires   | Victoires | Victoires       | Victoires |
| Date      | Course                                             | Pays        | Classe    | Vainqueur       |           |
| --------- | -------------------------------------------------- | ----------- | --------- | --------------- | --------- |
| 28 mars   | Gand-Wevelgem                                      | Belgique    | 1.WWT     | Marianne Vos    |           |
| 18 avr.   | Amstel Gold Race                                   | Pays-Bas    | 1.WWT     | Marianne Vos    |           |
| 4 juill.  | 3e étape du Tour d'Italie                          | Italie      | 2.Pro     | Marianne Vos    |           |
| 8 juill.  | 7e étape du Tour d'Italie                          | Italie      | 2.Pro     | Marianne Vos    |           |
| 29 juill. | 1re étape, Kreiz Breizh                            | France      | 2.2       | Anna Henderson  |           |
| 30 juill. | Classement général, Kreiz Breizh                   | France      | 2.2       | Anna Henderson  |           |
| 30 juill. | 2e étape, Kreiz Breizh                             | France      | 2.2       | Anna Henderson  |           |
| 13 août   | 2e étape du Tour de Norvège                        | Norvège     | 2.WWT     | Riejanne Markus |           |
| 24 août   | Prologue, Simac Ladies Tour                        | Pays-Bas    | 2.WWT     | Marianne Vos    |           |
| 28 août   | 4e étape, Simac Ladies Tour                        | Pays-Bas    | 2.WWT     | Marianne Vos    |           |
| 29 août   | 5e étape, Simac Ladies Tour                        | Pays-Bas    | 2.WWT     | Marianne Vos    |           |
| 14 oct.   | Championnat de Grande-Bretagne du contre-la-montre | Royaume-Uni | CN        | Anna Henderson  |           |

### En cyclo-cross
| Date        | Course    | Pays       | Classe | Vainqueur    |
| ----------- | --------- | ---------- | ------ | ------------ |
| 10 octobre  | Waterloo  | États-Unis | CDM    | Marianne Vos |
| 17 octobre  | Iowa City | États-Unis | CDM    | Marianne Vos |
| 18 décembre | Rucphen   | Pays-Bas   | CDM    | Marianne Vos |

### Résultats sur les courses majeures

#### World Tour
| Date          | #  | Course                                   | Pays        | Meilleure classée | Classement |
| ------------- | -- | ---------------------------------------- | ----------- | ----------------- | ---------- |
| 6 mars        | 1  | Strade Bianche                           | Italie      | Marianne Vos      | 7e         |
| 21 mars       | 2  | Trofeo Alfredo Binda-Comune di Cittiglio | Italie      | Marianne Vos      | 2e         |
| 25 mars       | 3  | Trois Jours de La Panne                  | Belgique    | -                 | -          |
| 28 mars       | 4  | Gand-Wevelgem                            | Belgique    | Marianne Vos      | Vainqueur  |
| 4 avril       | 5  | Tour des Flandres                        | Belgique    | Marianne Vos      | 12e        |
| 18 avril      | 6  | Amstel Gold Race                         | Pays-Bas    | Marianne Vos      | Vainqueur  |
| 18 avril      | 7  | Flèche wallonne                          | Belgique    | Marianne Vos      | 11e        |
| 25 avril      | 8  | Liège-Bastogne-Liège                     | Belgique    | Marianne Vos      | 6e         |
| 20-23 mai     | 9  | Tour de Burgos                           | Espagne     | -                 | -          |
| 26 juin       | 10 | La course by Le Tour de France           | France      | Marianne Vos      | 3e         |
| 31 juillet    | 11 | Classique de Saint-Sébastien             | Espagne     | -                 | -          |
| 12-15 août    | 12 | Tour de Norvège                          | Norvège     | Riejanne Markus   | 7e         |
| 24-29 août    | 13 | Simac Ladies Tour                        | Pays-Bas    | Marianne Vos      | 4e         |
| 30 août       | 14 | Grand Prix de Plouay                     | France      | -                 | -          |
| 2-5 septembre | 15 | Ceratizit Challenge by La Vuelta         | Espagne     | Riejanne Markus   | 15e        |
| 2 octobre     | 16 | Paris-Roubaix                            | France      | Marianne Vos      | 2e         |
| 4-9 octobre   | 17 | The Women's Tour                         | Royaume-Uni | -                 | -          |
| 23 octobre    | 18 | Tour de Drenthe                          | Pays-Bas    | Romy Kasper       | 15e        |

Marianne Vos est quatrième du classement individuel. Jumbo-Visma est huitième du classement par équipes.

#### Grand tour
| Grand tour            | Tour d'Italie         |
| --------------------- | --------------------- |
| Coureuse (classement) | Riejanne Markus (34e) |
| Accessits             | 2 étapes              |

## Classement mondial
| Classement UCI | Classement UCI     | Classement UCI | Classement UCI |
| Coureuse       | Coureuse           | Pays           | Points         |
| -------------- | ------------------ | -------------- | -------------- |
| 3e             | Marianne Vos       | Pays-Bas       | 3378 pts       |
| 44e            | Anna Henderson     | Royaume-Uni    | 622 pts        |
| 49e            | Riejanne Markus    | Pays-Bas       | 577 pts        |
| 96e            | Anouska Koster     | Pays-Bas       | 241 pts        |
| 100e           | Karlijn Swinkels   | Pays-Bas       | 226 pts        |
| 168e           | Romy Kasper        | Allemagne      | 135 pts        |
| 170e           | Julie Van de Velde | Belgique       | 129 pts        |
| 190e           | Nancy van der Burg | Pays-Bas       | 104 pts        |
| 226e           | Teuntje Beekhuis   | Pays-Bas       | 88 pts         |
| 290e           | Jip van den Bos    | Pays-Bas       | 71 pts         |
| 596e           | Amber Kraak        | Pays-Bas       | 24 pts         |

Jumbo-Visma est neuvième du classement par équipes.